# Carter Beauford
Carter Anthony Beauford (nacido el 2 de noviembre de 1957 en Charlottesville, Virginia, Estados Unidos) es un baterista, percusionista, y miembro fundador de la Dave Matthews Band. Se destaca su habilidad para combinar numerosos estilos de percusión, su capacidad para ejecutar en forma ambidiestra, siendo también reconocido por su estilo de ejecución utilizando su mano izquierda para tocar el hi-hat y el ride cymbal. Además, destaca su velocidad y presencia en el escenario, haciendo de él uno de los mejores bateristas técnicos de la actualidad.

## Biografía
Para Carter Beauford, todo empezó cuando él tenía tres años. Su padre iba a ir a un concierto de Buddy Rich, pero no pudo encontrar una niñera para el joven Carter. Su única solución fue llevar a Carter con él. Desde aquel momento los ojos y los oídos de Carter se concentraron en Buddy Rich, que lo cautivó y fascinó. 
Después del concierto, el joven Carter aprendió a tocar la batería. Tras oír a su hijo tocar, el padre de Carter quedó impresionado y le compró una batería Rogers.  
Durante sus primeros años, las principales influencias de Carter fueron Tony Williams, Papa Jo Jones, y por supuesto, Buddy Rich. 
A lo largo su carrera, Carter ha tocado con diferentes bandas, ejecutando diferentes estilos musicales. Carter considera que es importante tener una mente abierta y exponerse musicalmente a diferentes formas de música. 
Además de la Dave Matthews Band, Carter se precia de haber tocado en una banda que se llamó Secrets. Esta banda tocaba en la zona de Richmond, Virginia y estaba compuesta de varios músicos talentosos, entre ellos Carter, que tocaba la batería. Después de que se disolvió Secrets, Carter se fue a California para hacer un casting para el Arsenio Hall show. Carter fracasó en conseguir un sitio en el espectáculo, por lo que regresó a Virginia.
- Datos: Q964653
- Multimedia: Carter Beauford / Q964653